# Nelson Kuhn
Pour les articles homonymes, voir Kuhn.
Nelson Kuhn, né le 7 juillet 1937 à Whitemouth (Manitoba), est un sportif canadien pratiquant l'aviron.

## Carrière
Nelson Kuhn a participé aux Jeux olympiques de 1960 à Rome. Il y a remporté la médaille d'argent dans l'épreuve de huit. 